# Alagna Valsesia
Alagna Valsesia (piemontiul: Alagna, walserul: Im Land) település Olaszországban, Vercelli megyében. Lakosainak száma 712 fő (2023. január 1.). Alagna Valsesia Gressoney-La-Trinité, Macugnaga, Alto Sermenza, Zermatt, Mollia, Campertogno, Rassa és Gressoney-Saint-Jean községekkel határos.

## Népesség
A település népességének változása:
| Lakosok száma | 431  | 430  | 712  |
|               | 2017 | 2018 | 2023 |